# Бульвар Франка (Сімферополь)
Бульвар Франка (крим. Franko bulvarı) — бульвар в Сімферополі, у Київському районі міста.

## Розташування
Бульвар знаходиться в місцевості Султанський луг, починається від вулиці Менделєєва, перетинає вулиці Дзержинського (Арендтівська), Генерала Попова (Німецька), Декабристів (Спаська), Треньова (Земська), Київська, та закінчується на перехресті з вулицею Куйбишева та Північним провулком.
На бульварі знаходяться Пам'ятник Іванові Франку, Київська районна рада м. Сімферополя, Головне управління Служби Безпеки України в Автономній Республіці Крим (зараз захоплена окупаційним ФСБ) та Поліклініка МВС.

## Історія
15 лютого 1897-го року нащадок кримських ханів Микола Олександрович Султан-Крим-Гірей передав у дарунок місту Султанський луг і ряд земель на вулиці Султанській (сучасна Шполянської, була названа на честь Олександра Івановича Султан-Крим-Гірея). Від луки починалася гарна алея тополь, яку вдячні сімферопольці назвали бульваром Крим-Гірея.
30 травня 1924 року перейменований на Листопадовий бульвар, а з 24 травня 1960-го року носить ім'я Івана Франка. Але пам'ять про Миколу Олександровича довго зберігалася серед мешканців міста. За спогадами старожилів, аж до початку Другої світової війни (1941 року) всі, хто проживав на Листопадовому бульварі, знали, на честь кого названо бульвар, і називали його не Листопадовий, а Крим-Гіреєвський. А тополі, що росли на ньому, називали султанівськими.
У 2014 році краєзнавець-колаборант Іван Коваленко запропонував перейменувати бульвар на вулицю Султан-Крим-Гірея.

## Галерея

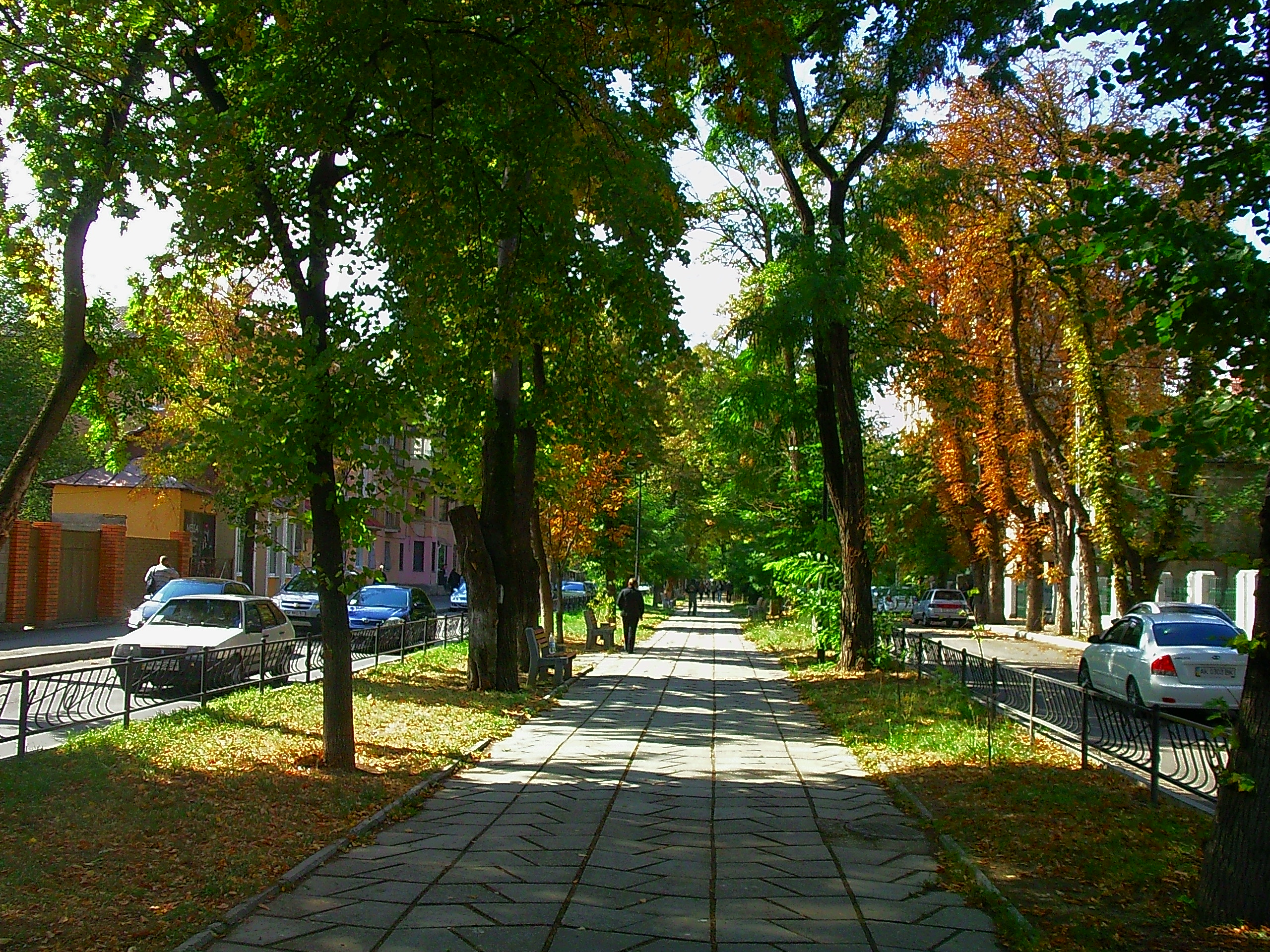
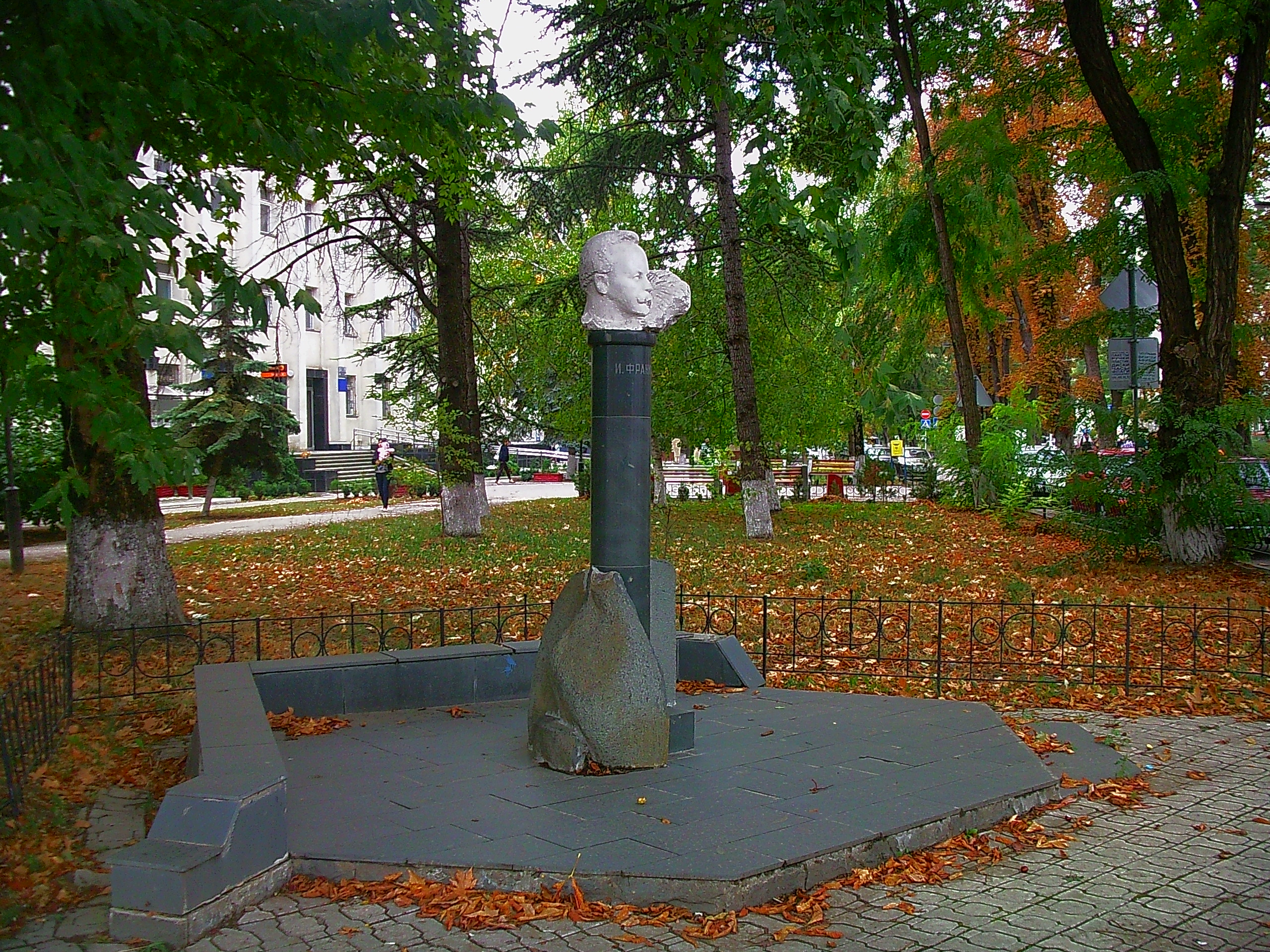
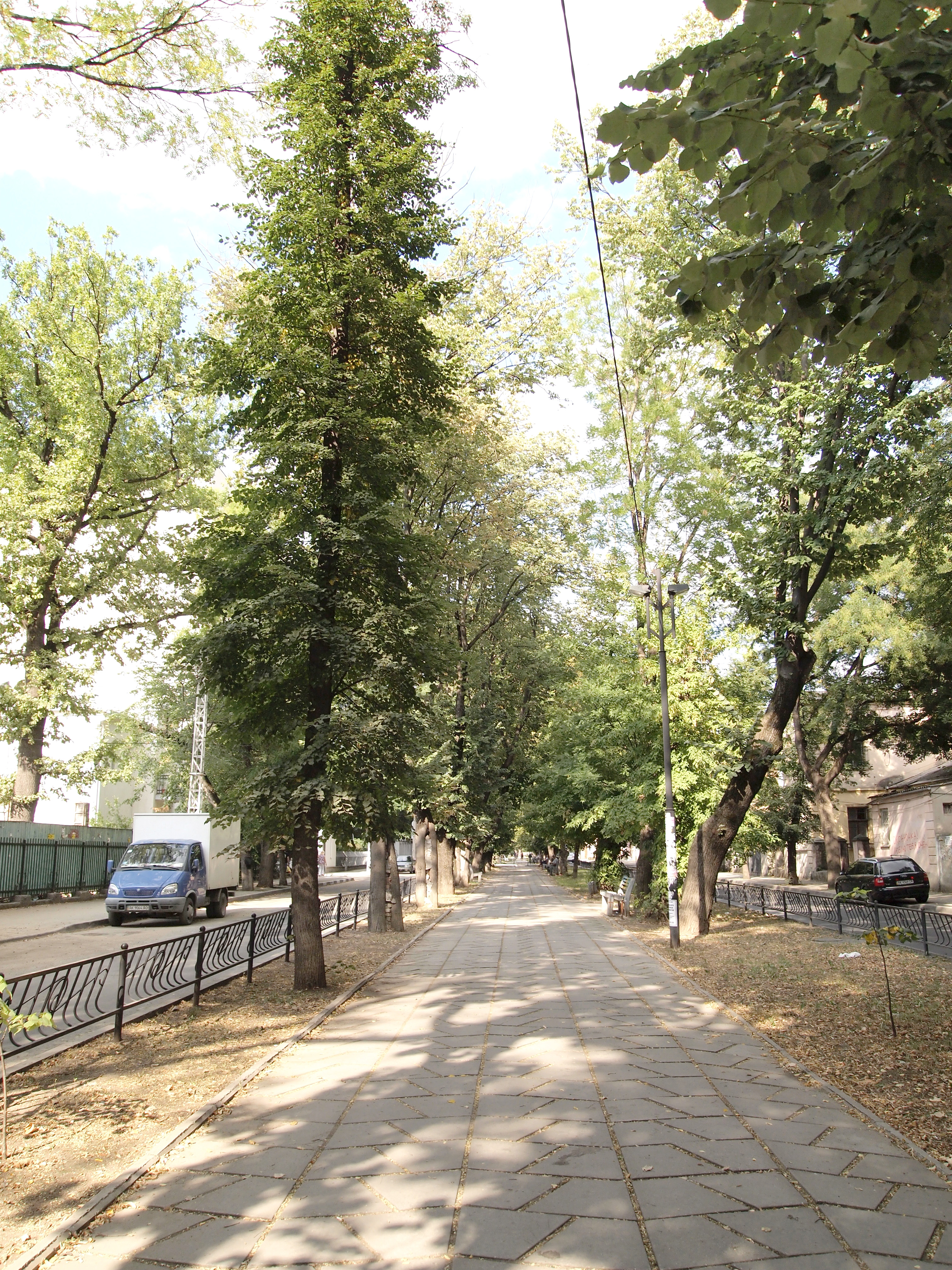
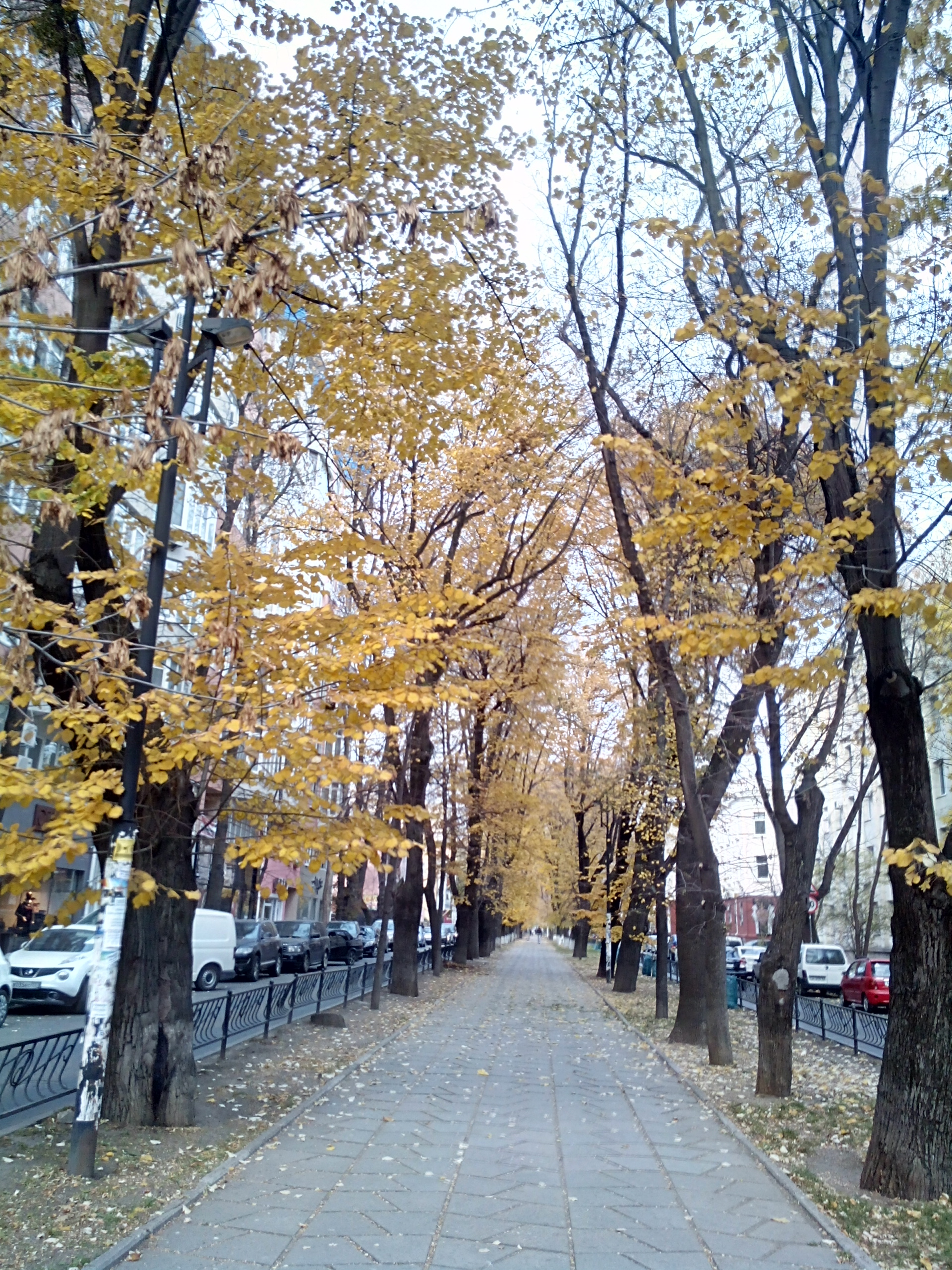
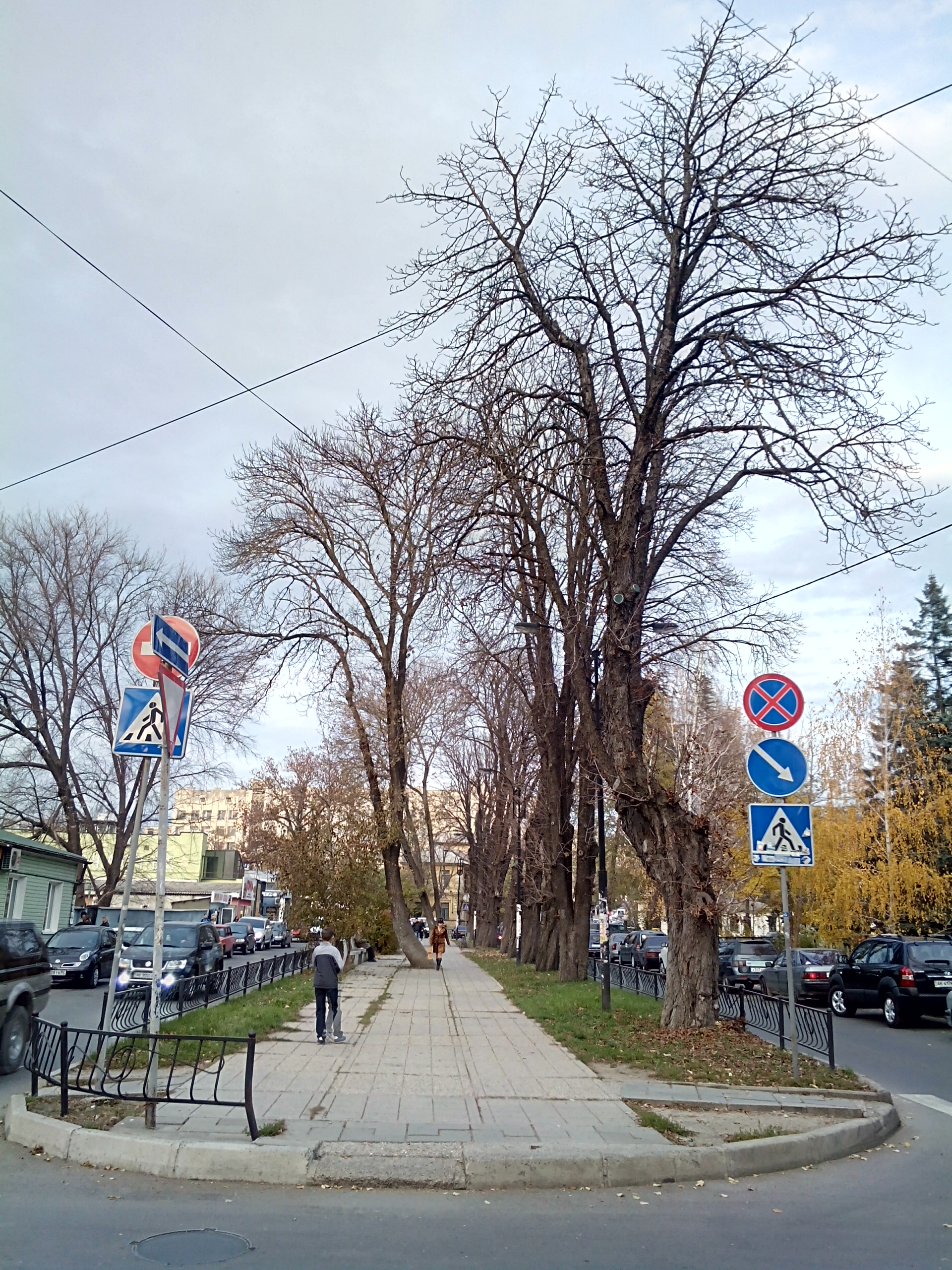